# 러브 & 데스
《러브 & 데스》(영어: Love & Death)는 HBO 맥스에서 2023년 4월부터 5월까지 방영된 미국의 범죄 드라마이다.